# Capo di Noli, cerca de Génova
Capo di Noli, cerca de Génova es una pintura de Paul Signac. Pertenece a la Colección Corboud y se exhibe en el Museo Wallraf-Richartz de la ciudad alemana de Colonia; óleo sobre lienzo pintado en 1898, se considera un inmejorable ejemplo de la embriaguez de colores del autor. Signac, nacido en París, comenzó la carrera de arquitectura, pero abandonó sus estudios para dedicarse a la pintura. De formación autodidacta, se relacionó estrechamente con Georges Pierre Seurat, fundador del neoimpresionismo. A partir de la muerte de este en 1891, Signac buscó una vía artística más personal, lo que le llevó a un cambio en el desarrollo de su obra. Otras pinturas suyas son Les Andelys (1886), Le Château des Papes à Avignon, (1900), Le Calanque (1906) o Le vieux port de Marseille (1931). 

## Descripción
El Capo di Noli es un saliente natural situado en Noli, en la Riviera de Poniente (Riviera italiana) paraje que visitaba frecuentemente Signac desplazándose desde Saint-Tropez, lugar de residencia del pintor entre 1892 y 1900. Degún sus propias palabras: 

Comencé Capo di Noli, con el que quería lograr una policromía extremo (...) No quiero que quede ni un solo centímetro de color mate.

Signac quiso plasmar el colorido que había descubierto en la naturaleza próxima al Mediterráneo, tan diferente del de su ciudad natal. Así, en sus trazos se plasma el intento de llevar el color hasta su máxima intensidad en las rocas rojas y blancas, las sombras azules, el horizonte violeta claro o las manchas doradas del Sol.
Basándose en los conceptos de armonía y libertad, Signac hace convivir en este cuadro los diferentes valores cromáticos gracias a pequeñas pinceladas verticales y horizontales. En un estilo que derivará en el puntillismo, el pintor realiza trazos verticales para las rocas del extremo izquierdo y la vegetación a la derecha, en armonía a su estructura. El mar sereno y tranquilo y el camino se consiguen por medio de pinceladas horizontales. Finalmente el cielo se forma con puntos pequeños en el horizonte y trazos diagonales entrecruzados hacia el primer plano. Como resultado de la división de tonos conseguida gracias a la disposición de toques de colores a modo de mosaico, mirados a cierta distancia se crea en la retina la combinación deseada, y como resultado una visión ideal de un paisaje soleado, intemporal.